# Ampelisca maia
Ampelisca maia är en kräftdjursart. Ampelisca maia ingår i släktet Ampelisca och familjen Ampeliscidae. Inga underarter finns listade i Catalogue of Life.